# Siegfried Rosenbaum
Siegfried Shimon Rosenbaum (geboren 12. September 1890 in Königsberg (Preußen); gestorben 8. April 1969 in Tel Aviv) war ein deutsch-israelischer Pädiater, Militärarzt, Hochschullehrer und Publizist sowie Inhaber der Paracelsus-Medaille der deutschen Ärzteschaft.

## Leben und Wirken
Siegfried Rosenbaum war ein Sohn des Königsberger Kaufmanns Selmar Rosenbaum und seiner Frau Pauline (geb. Ladendorff). In seiner Geburtsstadt legte er am humanistischen Gymnasium Fridericianum 1908 das Abitur ab und studierte dann in Königsberg und Freiburg im Breisgau Medizin. 1913 bestand Rosenbaum in Königsberg das Staatsexamen, kurz vor Ausbruch des Ersten Weltkriegs promovierte er in Breslau mit einer Arbeit über den Endothelkrebs der Pleura. 
Rosenbaum diente im Sommer 1909 als Einjährig-Freiwilliger sowie von 1914 bis 1918 als Truppenarzt im Feld. Er wurde dabei zweimal schwer verwundet und wurde mit dem Eisernen Kreuz 1. und 2. Klasse ausgezeichnet. Nach Kriegsende heiratete Rosenbaum die in Breslau gebürtige Vera London, mit der er zwei Söhne hatte. Von Oktober 1918 bis 1919 war er Stationsarzt in einem Lazarett, zuletzt als Oberarzt der Reserve. Nach seiner Entlassung aus dem Militärdienst arbeitete Rosenbaum zunächst als Praktikant am Physiologischen Institut der Universität Breslau und hospitierte daneben in der Kinderklinik. 1920 erhielt er eine Assistentenstelle an der Universitätskinderklinik Marburg, 1922 wechselte er an die Universitätskinderklinik Leipzig. Unter Georg Bessau habilitierte sich Rosenbaum 1925 mit einer Untersuchung über die Magenverdauung des Säuglings. Daneben qualifizierte er sich als Sportarzt, betreute ehrenamtlich verschiedene Leipziger Vereine und hielt Vorträge zur Verbesserung der Jugendgesundheit. 1929 folgte die Ernennung zum außerordentlichen Professor. Als 1932 der damalige Direktor der Universitäts-Kinderklinik in Leipzig, Georg Bessau, als Nachfolger von Adalbert Czerny an die Charité nach Berlin wechselte, leitete Rosenbaum die Leipziger Kinderklinik kommissarisch bis im April 1933 Werner Catel zum Klinikdirektor und Lehrstuhlinhaber ernannt wurde. 
Nach dem Judenboykott vom 1. April 1933 verließ Siegfried Rosenbaum die Leipziger Klinik, konnte nach Palästina auswandern und nahm den Vornamen Shimon an. Noch im selben Jahr ließ er sich in Tel Aviv als Kinderarzt in einer privaten Praxis nieder, die er bis 1969 erfolgreich führte und von der aus er Belegbetten in dem von ihm 1936 mitgegründeten Assuta Hospital, dem ersten modernen Privatkrankenhaus Israels, betreute. Sowohl während des Zweiten Weltkriegs als auch im Israelischen Unabhängigkeitskrieg 1948 arbeitete Rosenbaum als Militärarzt.
Als gefragter Experte für Säuglingsernährung und berufspolitisch engagiert, war Rosenbaum in vielen Gremien, Verbänden und Vereinigungen in seiner neuen Heimat tätig. Unter anderem war er Israels Vertreter in der World Medical Association und Mitglied des israelischen Wissenschaftsrates. Ab 1965 war Rosenbaum Chefredakteur der Zeitschrift Harefuah, des Publikationsorgans der Israel Medical Association. 
Rosenbaums Verhältnis zu Deutschland blieb lange distanziert: Zwar veröffentlichte er auch in deutschen medizinischen Fachzeitschriften, doch nach Deutschland kam er erst wieder 1961, als ihm die Paracelsus-Medaille der Deutschen Ärzteschaft verliehen wurde.
Siegfried Rosenbaum starb 1969 in Tel Aviv an Leukämie.